# Vasilisa la bella (film)
Vasilisa la bella (in russo Василиса Прекрасная?, Vasilisa prekrasnaja) è un film sovietico del 1940, diretto da Aleksandr Rou, basato sulla fiaba russa La principessa rana.

## Trama
Un anziano contadino è stanco di dover mantenere i suoi due figli maggiori Anton e Agafon, ben in età di badare a se stessi, ma piuttosto inetti per contribuire al benessere della famiglia: forse, una volta che abbiano preso moglie, pensa, saranno le consorti a provvedere a loro. Li induce quindi a scagliare, ad occhi, bendati, una freccia: là dove ciascuna sarebbe caduta, da quel circondario avrebbero dovuto scegliersi una moglie. La freccia di Anton termina la sua corsa in prossimità della casa di Beljandrjasa, la butterata figlia di un nobile, e quella di Agafon nei pressi dell'abitazione di Malan'ja, la pingue figlia di un mercante. Ma anche Ivan, il figlio minore del vecchio contadino vuole provare la propria sorte. La sua freccia finisce in uno stagno.
Beljandrjasa e Malan'ja giungono quindi a casa del contadino, colla prospettiva di un matrimonio, mentre Ivan non può portare a casa che una rana. Ma il vecchio contadino vuole ancora testare le capacità delle due donne di contribuire al lavoro agricolo: le due tuttavia nicchiano, e si limitano a defenestrare la rana, che, trasformatasi in una bella fanciulla, Vasilisa, si attiva nel formare fascine e covoni dalle messi che la famiglia del contadino sta mietendo. Scoperto l'inganno, Beljandrjasa e Malan'ja vengono rifiutate e mandate via, mentre Vasilisa, prima di scomparire, racconta di come era stata trasformata in rana per aver rifiutato di sposare il drago Gorynyč.
Mentre Vasilisa viene tenuta prigioniera dalla strega Baba Jaga nel palazzo del drago, Ivan, volendo riscattare la sua bella, apprende che solo una spada invincibile, custodita al di là di un cancello situato al fondo di un sistema sotterraneo di grotte può avere ragione del drago. Il problema è che non si sa dove sia custodita la chiave che apre il cancello. Ivan si decide in ogni caso, con la benedizione del padre, di andare al salvataggio di Vasilisa, e parte per il vasto mondo. Attraversa lande desolate, ed apprende da un fabbro che la chiave si troverebbe all'interno di un uovo d'oro, a sua volta all'interno di un'anatra, a sua volta racchiusa in uno scrigno di cristallo situato in cima ad un alto pino.
Baba Jaga cerca di convincere Vasilisa ad unirsi in matrimonio col drago, atteso nel castello per il giorno successivo, facendole vedere i doni e i vantaggi che avrebbe ricavato da tale unione; ma l'immacolata ragazza oppone uno sdegnoso rifiuto. La strega, inoltre, accortasi che Ivan si sta avvicinando al castello, suscita contro di lui diverse traversie, da un attacco di orsi ad un terremoto, alla prigionia nella tela di un ragno gigante che minaccia di mangiarselo nel caso non avesse risposto a tre enigmi. Ivan, superate regolarmente tutte le prove, riesce comunque a trovare la chiave e la spada, anche con l'aiuto degli orsi che si è fatti amici, e a raggiungere Vasilisa. Prima dell'alba appare il mostruoso drago tricefalo, che Ivan riesce a sconfiggere, coll'apporto determinante di Vasilisa, che si libera della strega mettendola a bollire in un calderone.
I due promessi sposi, superate le difficoltà, si allontanano.